# فج حلفاء (روستا)
 فج حلفاء  (در عربی:  فج الحلفاء )
نام روستایی است در عزلهٔ (مخلاف العود)، در دهستان فَروَة از توابع استان صَعده در کشور یمن در شبه جزیره عربستان. 

## جمعیت
جمعیت آن (۱۲۱ ) نفر (۱۳ خانوار) می‌باشد.